# Kechah Bāsh
Kechah Bāsh (persiska: كِچَه باش, کچه باش) är en ort i Iran.   Den ligger i provinsen Västazarbaijan, i den nordvästra delen av landet, 600 km väster om huvudstaden Teheran. Kechah Bāsh ligger 1 292 meter över havet och antalet invånare är 401.
Terrängen runt Kechah Bāsh är huvudsakligen platt, men österut är den kuperad.Runt Kechah Bāsh är det ganska tätbefolkat, med 185 invånare per kvadratkilometer. Närmaste större samhälle är Urmia, 9,8 km sydväst om Kechah Bāsh. Trakten runt Kechah Bāsh består till största delen av jordbruksmark.